# 2009冰島革命

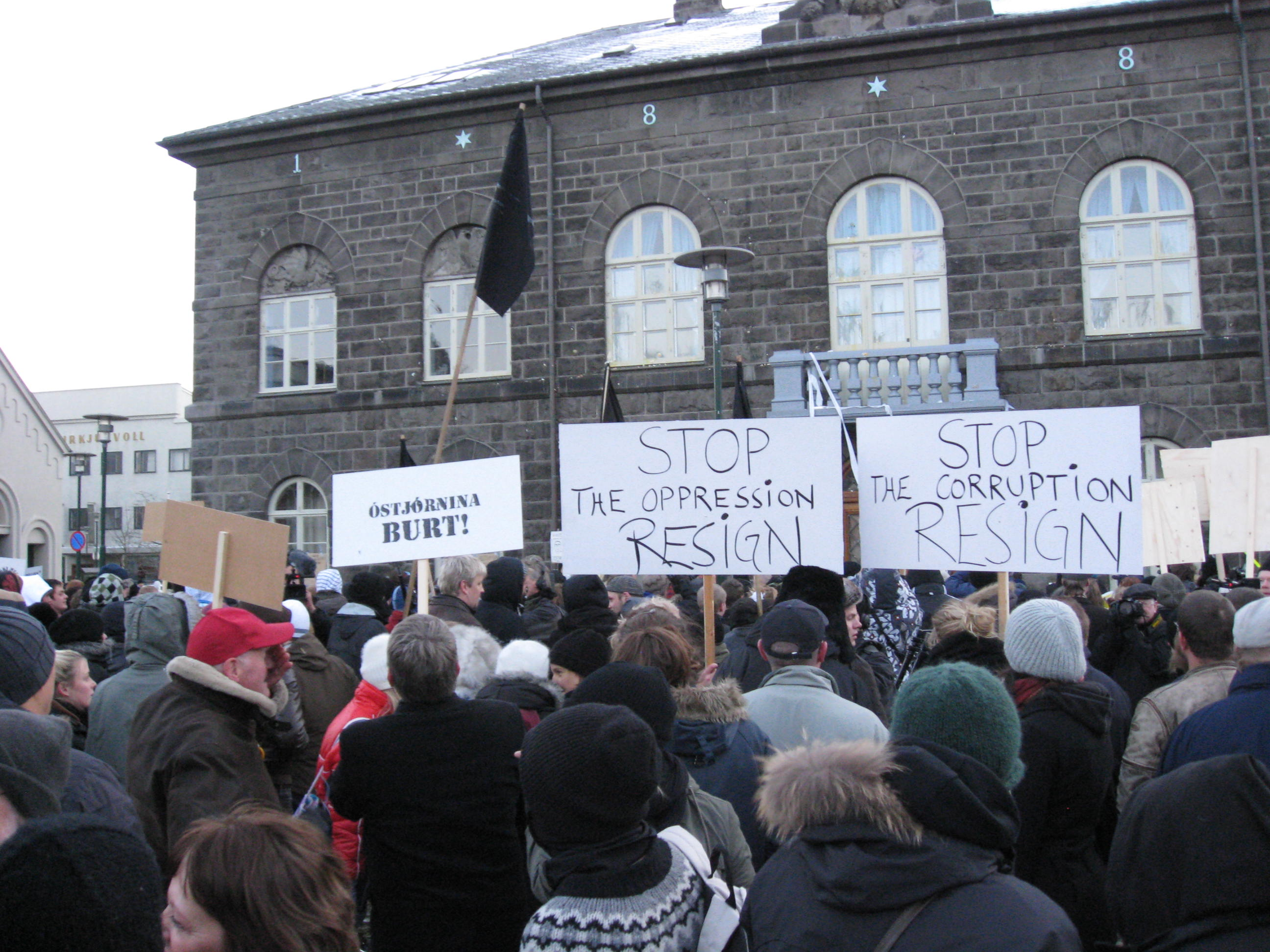
2008年11月冰岛民众在示威抗议政府

2009-2011冰島金融危機抗議行動，簡稱「冰島革命」，又稱為「廚具革命」，緊接著發生於2008年冰島金融危機後的政治運動。
抗议行动的高峰发生于2009年1月20日，数千名民众在首都雷克雅維克的议会前示威。